# Sphaericobathra mochlodroma
Sphaericobathra mochlodroma is een vlinder uit de familie zakjesdragers (Psychidae). De wetenschappelijke naam van deze soort is voor het eerst geldig gepubliceerd in 1933 door Meyrick.